# Asb Mīrzā
Asb Mīrzā (persiska: اسب میرزا) är en ort i Iran.   Den ligger i provinsen Västazarbaijan, i den nordvästra delen av landet, 500 km väster om huvudstaden Teheran. Asb Mīrzā ligger 1 475 meter över havet och antalet invånare är 111.
Terrängen runt Asb Mīrzā är kuperad norrut, men söderut är den bergig. Runt Asb Mīrzā är det ganska tätbefolkat, med 83 invånare per kvadratkilometer. Närmaste större samhälle är Shalmāsh, 4,3 km öster om Asb Mīrzā. Trakten runt Asb Mīrzā består i huvudsak av gräsmarker.